# Bankhaus Caspar

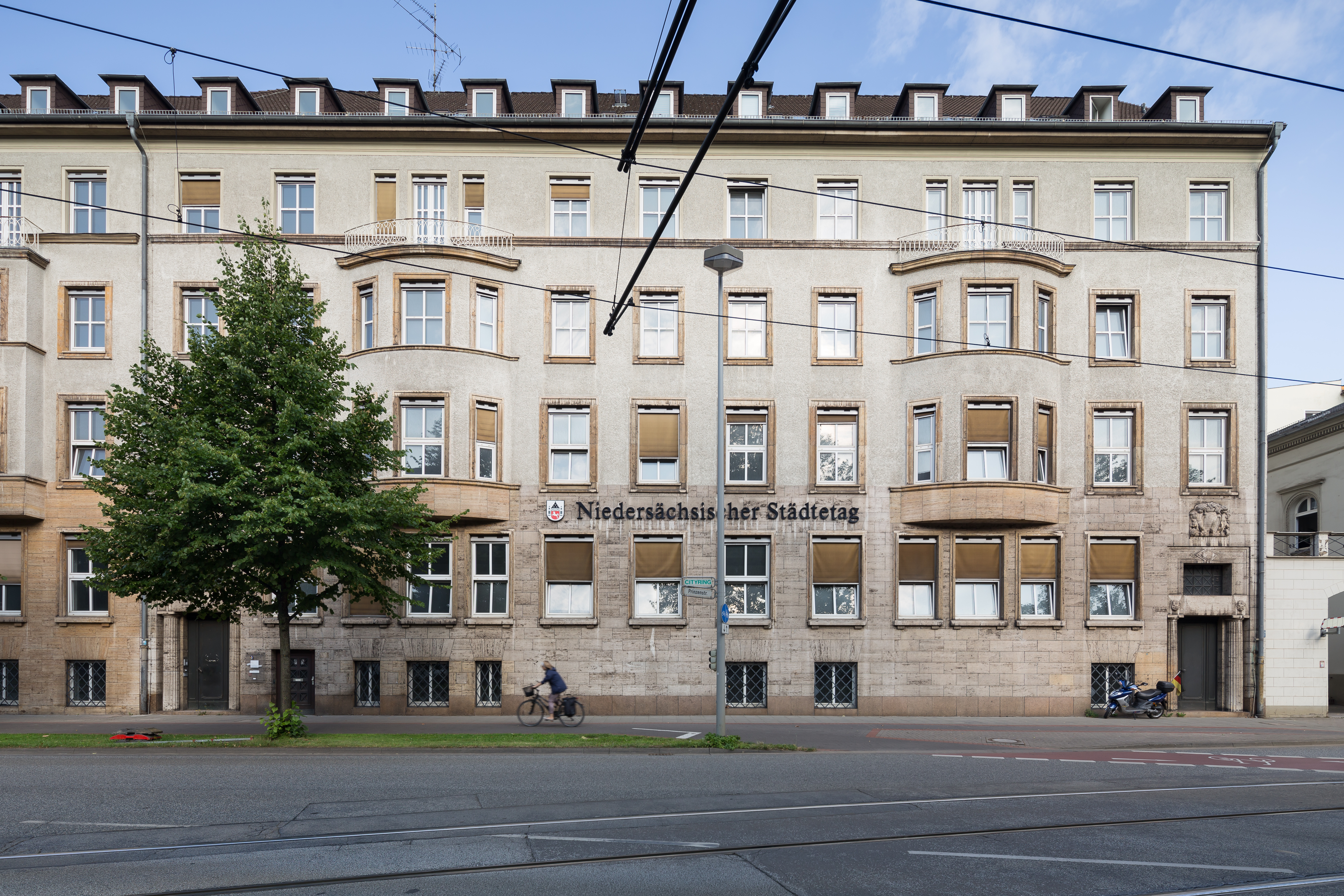
Bankhaus Caspar in der Prinzenstraße 23 (Juli 2014)

Das Bankhaus Caspar in Hannover war eines der wenigen historischen Gebäude Hannovers, die die Zerstörungen des Zweiten Weltkrieges überstanden hatten. Das Anfang des 20. Jahrhunderts für den jüdischen Bankier Bernhard Caspar von dem Architekten Emil Lorenz erbaute Bankhaus wurde im September 2014 vollständig abgerissen. Das Gebäude, das zuletzt (Stand: August 2014) Eigentum der VGH Versicherungen (VGH) war, befand sich in der Prinzenstraße 23 in Hannover-Mitte.

## Geschichte und Beschreibung

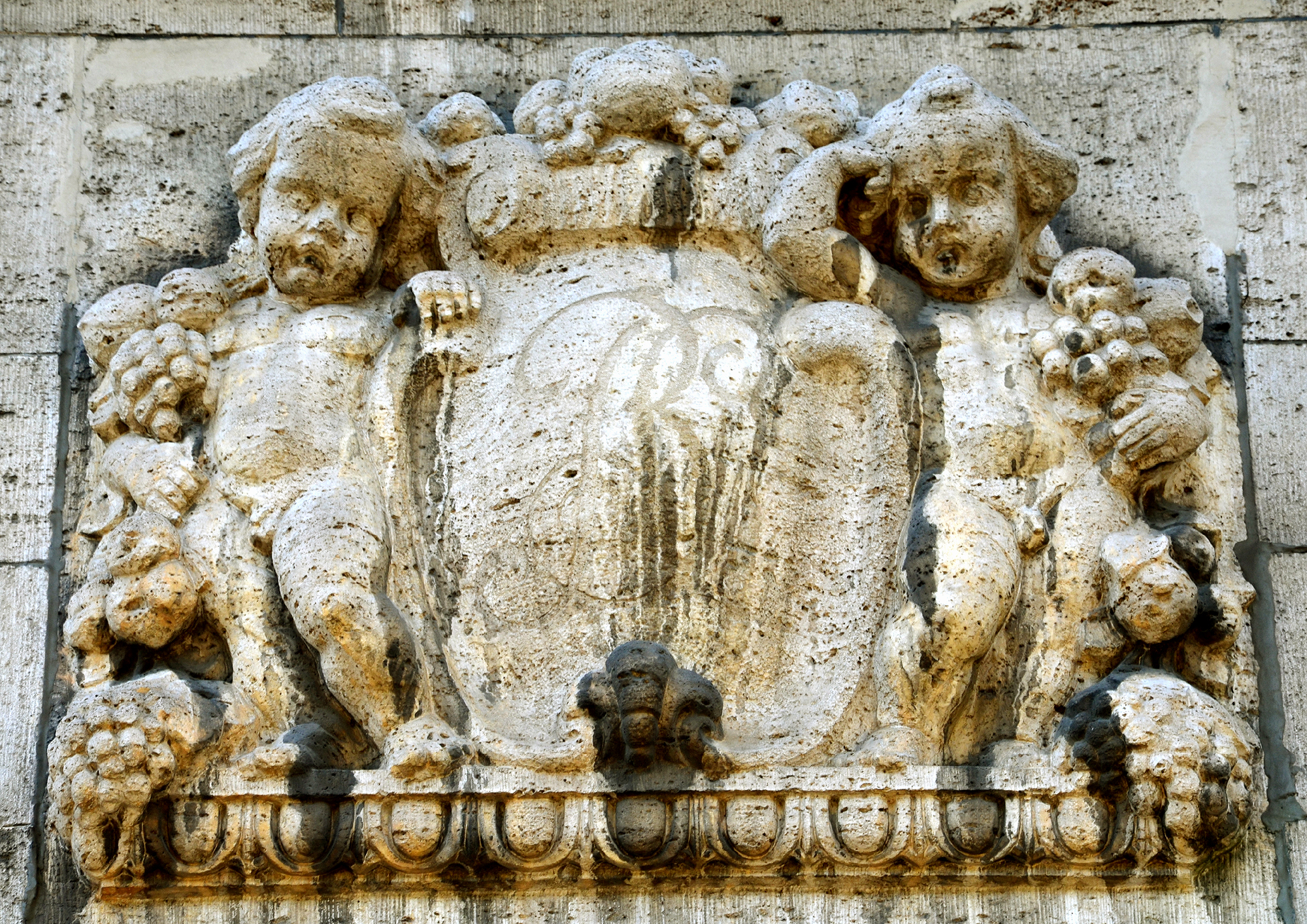
Initialen BC auf Muschelkalk-Relief mit zwei Putti

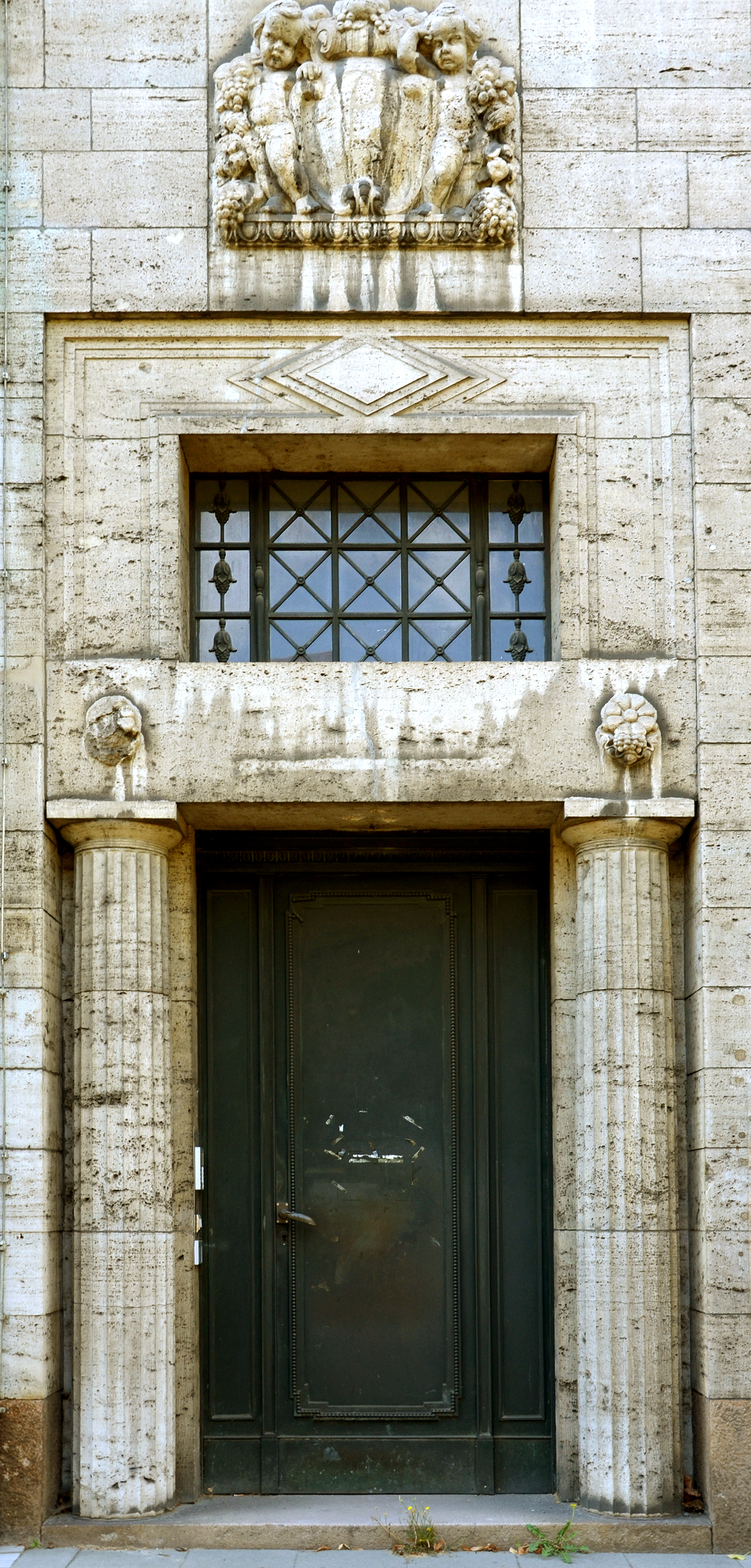
Eines der Portale

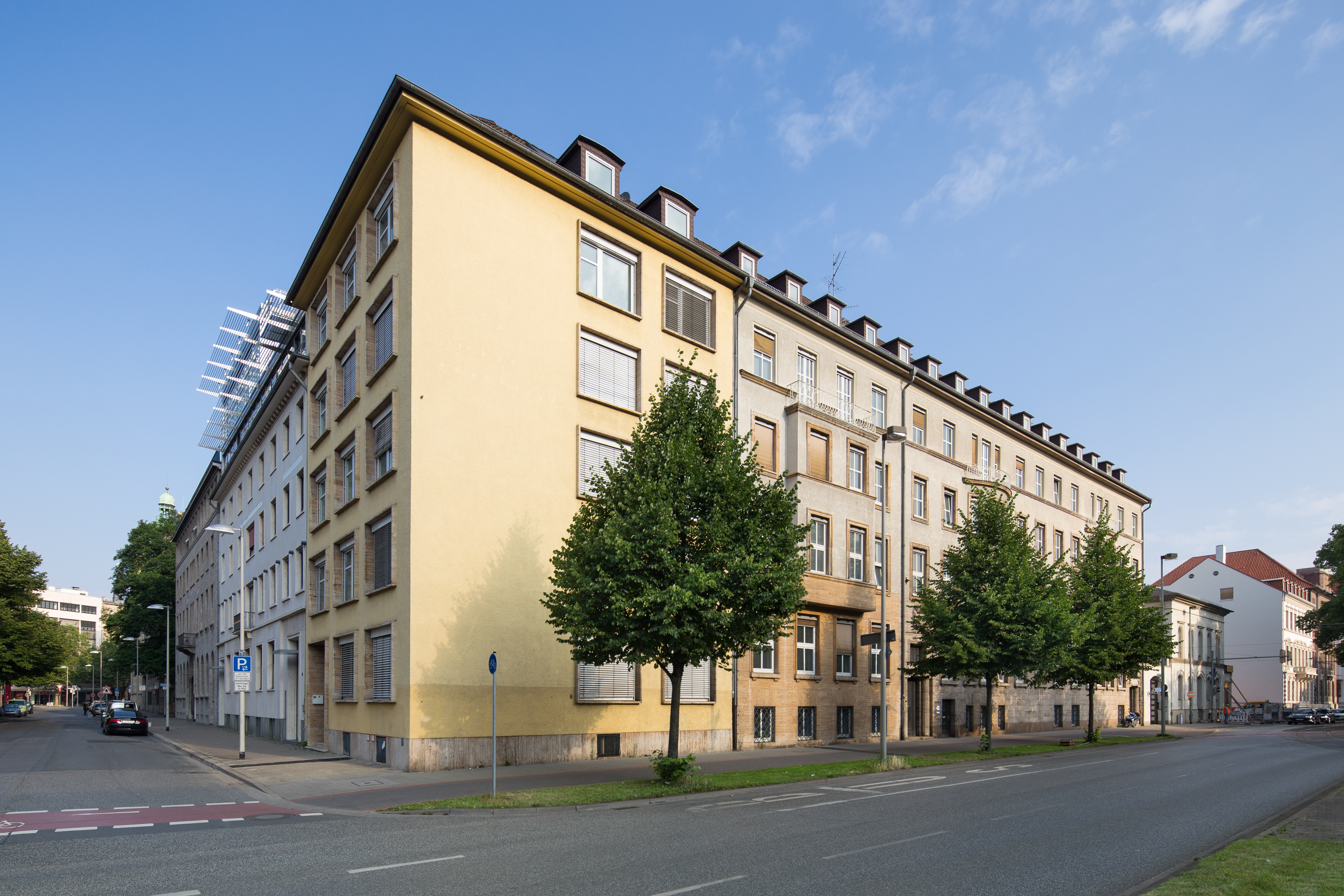
Erweiterung von 1950

Den Auftrag zum Bau des Bankhauses Caspar hatte der Architekt Emil Lorenz Anfang des 20. Jahrhunderts von dem Privatbankier Bernhard Caspar erhalten, nachdem dieser zuvor 1890 seine Bankgeschäfte in der damaligen Packhofstraße 26, später laut dem Adressbuch der Stadt Hannover von 1899 dann in der Bahnhofstraße 11 betrieben hatte.
Nachdem die Hannoversche Bank ihr altes Gebäude an der Georgstraße Ecke Schillerstraße um 1900 aufgegeben hatte und mit ihrem Umzug an den Georgsplatz und in der Folge nahezu das gesamte „Bankenviertel“ von der Schillerstraße zum Teil in Erstbebauung in Richtung Georgsplatz verzog ließ sich auch Bernhard Caspar auf einem Grundstück an der Prinzenstraße nahe dem Georgsplatz sein Bankhaus Caspar errichten.
Lorenz errichtete das 14-achsige Bankgebäude mit hochrechteckigen Fenstern und einer achsensymmetrischen Fassade, die am Hochparterre mit Muschelkalk verkleidet und sparsam dekoriert wurde. An den äußeren Seiten der Hauptfassade wurden zwei identische Portale geschaffen, die zwischen Dreiviertelsäulen mittels zurückhaltend verzierter, Bronze-verschalter Eingangstür den Zugang zu den seitlichen Treppenhäusern gestattete. Über den Portalen ließen bronzevergitterte Fenster zusätzliches Licht herein. Bekrönt wurden die Eingänge mit halbplastischen nackten Knaben in Gestalt von Putten mit Früchten, dazwischen wurden die verschränkten Initialen BC aufgebracht.
Nach dem Tod Bernhard Caspars 1918 wurde das Gebäude 1922 und nochmals um 1950 erweitert. 1927 beherbergte das Gebäude die Niederlassung der Darmstädter und Nationalbank KGaA (DaNat-Bank), nach 1945 die Verwaltung des Sparkassen-Giroverbands. Bis 1995 wurde es vom Vorstand der Eigentümerin VGH Versicherungen genutzt, bis zuletzt auch vom Niedersächsischen Städtetag.
Zum geplanten Abriss des mehr als 100 Jahre alten Bankgebäudes für einen neu zu vermietenden Büroneubau bemerkte der Bauhistoriker und Vorsitzende der Baudenkmal-Stiftung Raum Hannover, Sid Auffarth:

„[...] es muss Schluss sein mit den Abrissen!“

Angesprochen auf eine durch den hannoverschen Baudezernenten Uwe Bodemann zu gestaltende Erhaltungs- oder Gestaltungssatzung für historische Gebäudesubstanz in der Innenstadt bemerkte Uwe Zittlau vom Niedersächsischen Landesamt für Denkmalpflege, es müsse aber auch

„[...] der politische Wille der gewählten Vertreter vorhanden sein, das Erbe zu erhalten.“

Das Haus wurde schließlich im September 2014 abgerissen. Der Fassadenschmuck, darunter die Muschelkalk-Reliefs, wurde dabei offensichtlich nicht konserviert.

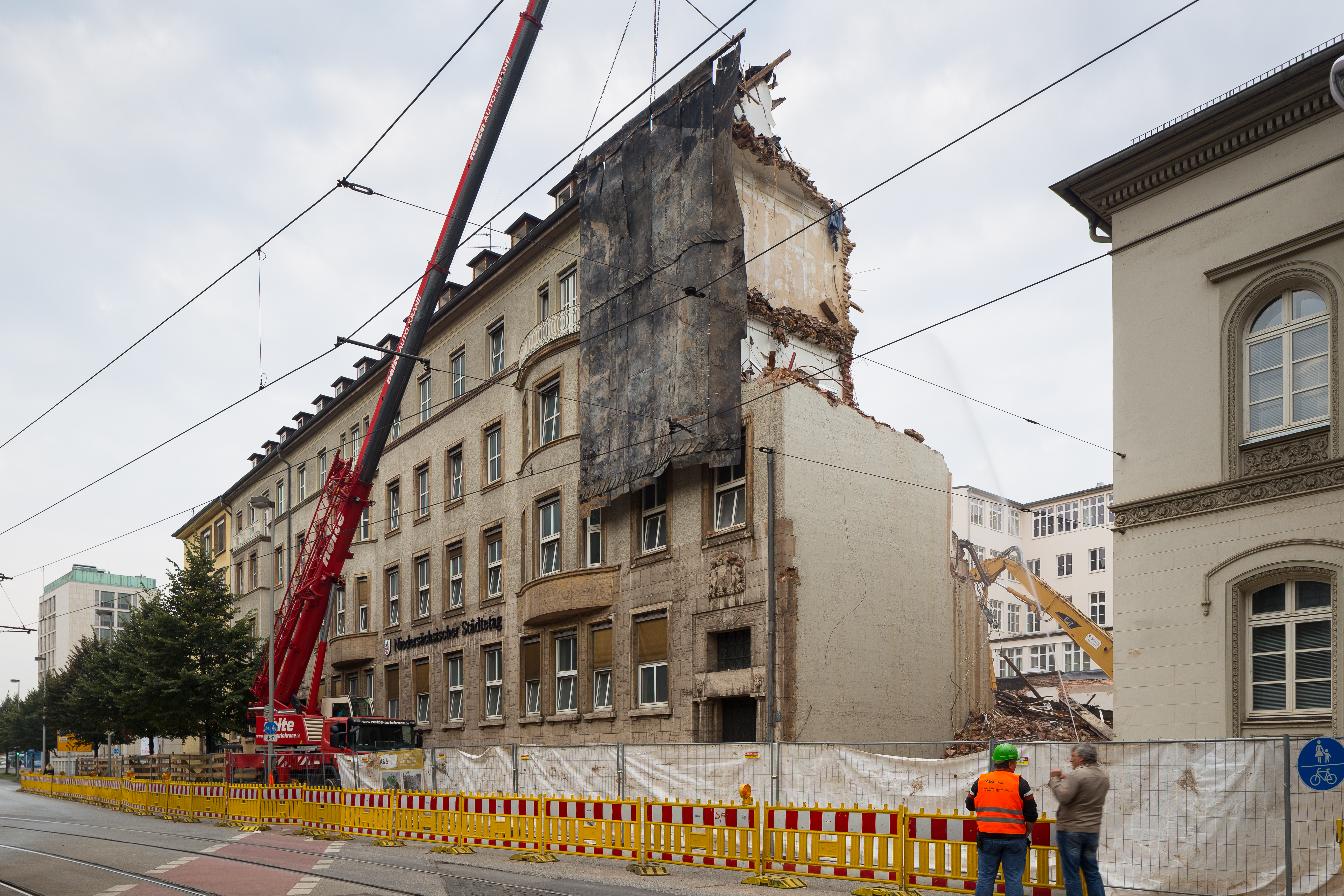
Beginn der Abrissarbeiten
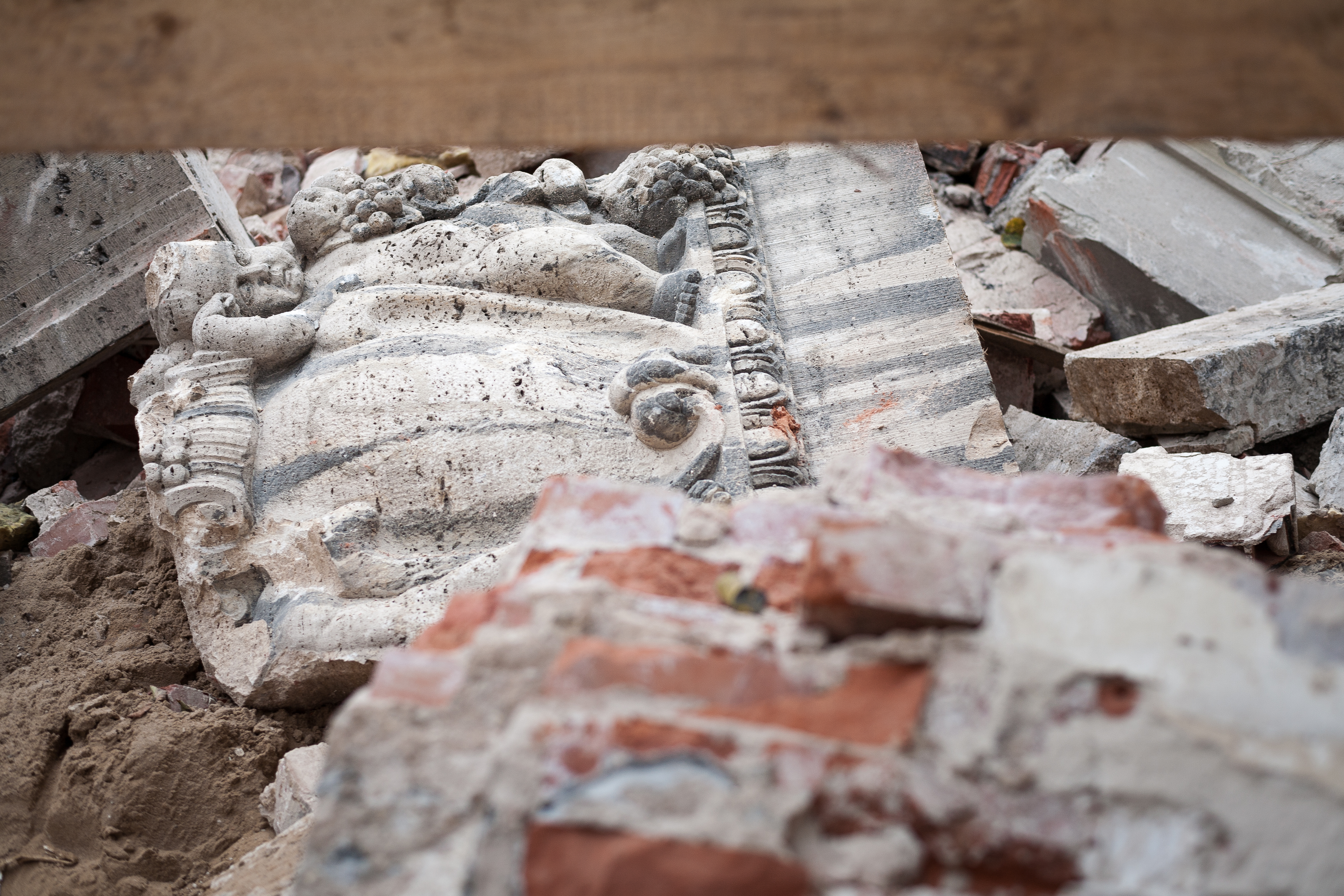
Zerstörtes Muschelkalk-Relief
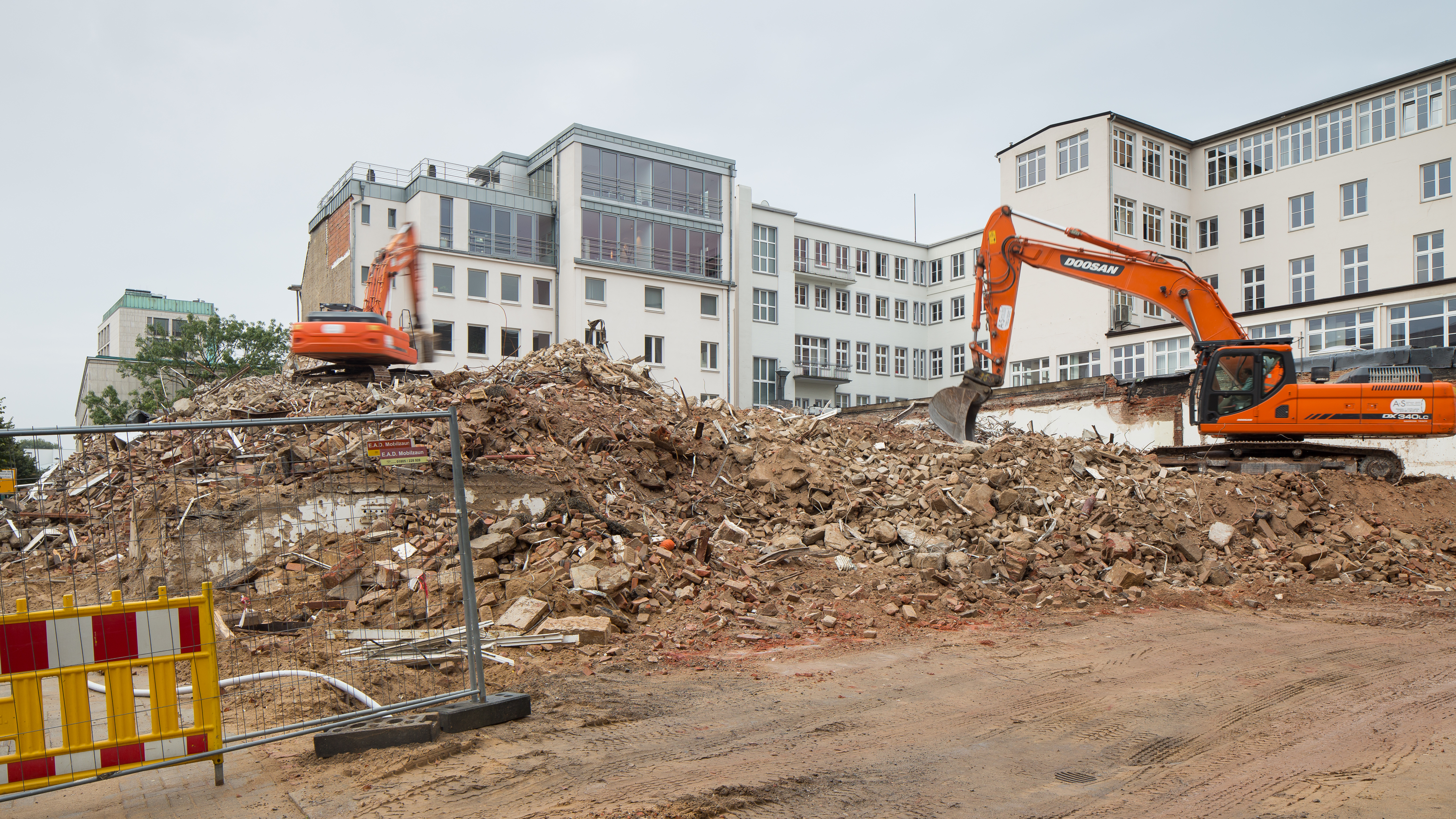
Vollständig abgerissenes Gebäude

## Medienecho (Auswahl)
- Conrad von Meding: Bagger am Schiffgraben / VGH startet Abriss / Noch im Mai sollen die Bagger an der Ecke Schiffgraben/Prinzenstraße anrollen. Sie reißen das ehrwürdige Bankhaus Caspar sowie zwei Nachkriegshäuser ab. Die Versicherungsgruppe Hannover (VGH) plant dort großzügige Neubauten unnd hat nach eigenen Angaben auch schon Mietinteressenten für den Großteil der Flächen, In: Hannoversche Allgemeine Zeitung (HAZ) vom 9. April 2014, online zuletzt abgerufen am 15. August 2014
- Christian Bohnenkamp: City-Baustelle / Millionen-Projekt der VGH / Jahrelang hatte die Versicherung VGH erfolglos versucht, das Gebäude Prinzenstraße 23 zu vermieten. Jetzt wird der Bau von 1910 abgerissen, um Platz für einen modernen Neubau mit sechs Geschossen zu machen, in den eine Wirtschaftsprüfungsgesellschaft einziehen soll. In: Neue Presse vom 10. April 2014; online zuletzt abgerufen am 15. August 2014
- Conrad von Meding: Alte Häuser in der City „Es muss Schluss sein mit Abrissen“ / Erneut werden in Hannovers City zwei historische Gebäude abgerissen. Hannovers Baudenkmalstiftung fordert angesichts der Zerstörung im Zweiten Weltkrieg und des Verschwindens vieler weiterer alter Häuser bis heute, dass in der Innenstadt damit endlich Schluss sein müsse. In: HAZ vom 16. September 2013, online zuletzt abgerufen am 15. August 2014